# Abitabilità di un satellite naturale

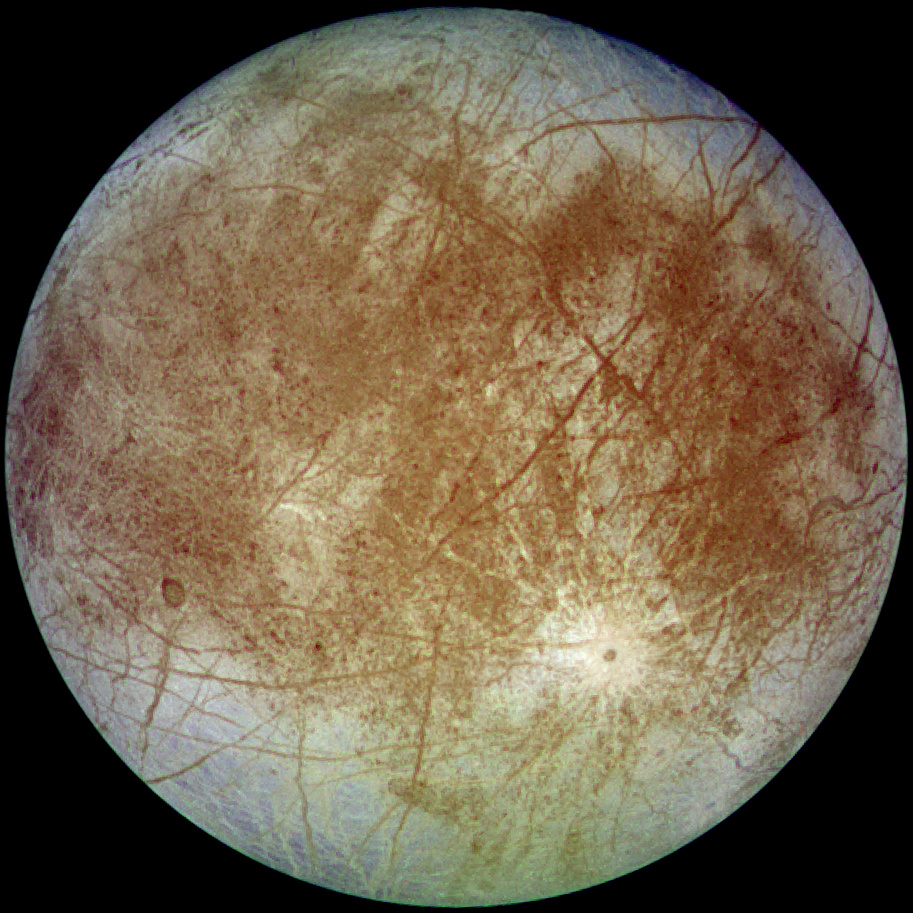
Europa, una luna potenzialmente abitabile di Giove.

L'abitabilità dei satelliti naturali si riferisce alla capacità potenziale dei satelliti naturali di avere ambienti ospitali alla vita, anche se gli ambienti abitabili non ospitano necessariamente la vita. L'abitabilità satellitare è uno studio emergente considerato importante per l'astrobiologia per diversi motivi, soprattutto perché si suppone che i satelliti naturali siano notevolmente più numerosi dei pianeti e si ipotizza che i fattori di abitabilità siano probabilmente simili a quelli dei pianeti. 
Vi sono, tuttavia, differenze chiave che incidono sulle lune come potenziali siti per la vita extraterrestre. 
I candidati più probabili all'abitabilità dei satelliti naturali sono attualmente i satelliti ghiacciati come quelli di Giove e Saturno - Europa ed Encelado rispettivamente, sebbene anche se la vita esistesse in entrambi i luoghi, sarebbe probabilmente limitata agli habitat al di sotto della crosta superficiale. 
Tradizionalmente, si riteneva che la vita sulla Terra fosse strettamente un fenomeno di superficie, ma recenti studi hanno dimostrato che fino alla metà della biomassa terrestre potrebbe vivere al di sotto della superficie. Europa ed Encelado esistono al di fuori della zona abitabile circumstellare che ha per lungo tempo definito i limiti della vita all'interno del sistema solare come la zona in cui l'acqua può esistere allo stato liquido in superficie. Nella zona abitabile del sistema solare ci sono solo tre satelliti naturali: la Luna e le lune di Marte Phobos e Deimos (anche se alcune stime evidenziano che Marte e le sue lune sono leggermente al di fuori della zona abitabile) nessuno dei quali sostiene un'atmosfera o acqua in forma liquida. È probabile che le forze di marea svolgano un ruolo altrettanto significativo fornendo calore al pari delle radiazioni stellari nella potenziale abitabilità dei satelliti naturali. 
Non è ancora stata confermata l'esistenza di esolune. Rilevarle è estremamente difficile, perché gli attuali metodi sono limitati ai tempi di transito. È possibile che alcune delle loro proprietà possano essere determinate con metodi simili a quelli dei pianeti in transito. Nonostante ciò, alcuni scienziati stimano che ci siano tante esolune abitabili quanti esopianeti abitabili. Dato il rapporto generale di massa da pianeta a satellite/i di 10 000:1, grandi pianeti gassosi delle dimensioni di Saturno o Giove nella zona abitabile sono considerati i migliori candidati per ospitare lune simili alla Terra. 

## Condizioni presunte
Le condizioni di abitabilità per i satelliti naturali sono simili a quelle dell'abitabilità planetaria. Tuttavia, ci sono diversi fattori che differenziano l'abitabilità satellitare naturale ed estendono ulteriormente la loro abitabilità al di fuori della zona abitabile planetaria. 

### Acqua liquida
La maggior parte degli astrobiologi ritiene che l'acqua liquida sia un prerequisito essenziale per la vita extraterrestre. Vi sono prove crescenti di acqua liquida nel sottosuolo su diverse lune del sistema solare in orbita attorno ai giganti gassosi Giove, Saturno, Urano e Nettuno. Tuttavia, nessuna di queste masse d'acqua al di sotto della superficie dei satelliti è stata finora confermata. 

### Stabilità orbitale
Per avere un'orbita stabile il rapporto tra il periodo orbitale della luna Ps attorno al suo primario e quello del primario attorno alla sua stella Pp deve essere <1⁄9; ad esempio se ad un pianeta ci vogliono 90 giorni per compiere un'orbita intorno alla sua stella, la massima durata di un'orbita di una luna di quel pianeta affinché sia stabile è meno di 10 giorni. Le simulazioni suggeriscono che una luna con un periodo orbitale inferiore a circa 45-60 giorni rimarrà saldamente legata a un enorme pianeta gigante o nana bruna che orbita alla distanza di 1 UA da una stella simile al Sole. 

### Atmosfera
Gli astrobiologi ritengono che l'atmosfera sia importante per lo sviluppo della chimica prebiotica, il mantenimento della vita e l'esistenza delle acque superficiali. La maggior parte dei satelliti naturali nel sistema solare manca di atmosfere significative, l'unica eccezione è la luna di Saturno Titano. 
La polverizzazione catodica o sputtering, un processo in base al quale gli atomi vengono espulsi da un materiale bersaglio solido a causa del bombardamento del bersaglio da parte di particelle energetiche, rappresenta un problema significativo per i satelliti naturali. Tutti i giganti gassosi del sistema solare, e probabilmente quelli in orbita attorno ad altre stelle, hanno magnetosfere con fasci di radiazioni abbastanza potenti da erodere completamente l'atmosfera di una luna simile alla Terra in poche centinaia di milioni di anni. Forti venti stellari possono anche spogliare la parte superiore dell'atmosfera dagli atomi di gas facendoli disperdere nello spazio. 
Per sostenere un'atmosfera simile alla Terra per circa 4,6 miliardi di anni (età attuale della Terra), si stima che una luna con una densità simile a Marte abbia bisogno di almeno il 7% della massa terrestre. Un modo per ridurre la perdita da sputtering è che la luna abbia un proprio campo magnetico che possa deviare il vento stellare e le cinture di radiazione. Le misurazioni della sonda Galileo della NASA suggeriscono che le grandi lune possano avere campi magnetici; ha scoperto che Ganimede ha la sua magnetosfera, anche se la sua massa è solo il 2,5% di quella terrestre. In alternativa, l'atmosfera della luna può essere costantemente rifornita di gas provenienti da fonti sotterranee, come alcuni scienziati ritengono che sia il caso di Titano.

### Effetti di marea
Mentre gli effetti dell'accelerazione delle maree sono relativamente modesti sui pianeti, può essere una fonte significativa di energia per i satelliti naturali e una fonte di energia alternativa per sostenere la vita. 
Le lune in orbita attorno ai giganti gassosi o alle nane brune sono probabilmente in rotazione sincrona al loro primario: i loro giorni sono lunghi quanto le loro orbite. Sebbene il blocco mareale possa influenzare negativamente i pianeti all'interno delle zone abitabili interferendo con la distribuzione della radiazione stellare, può funzionare a favore dell'abitabilità satellitare consentendo il riscaldamento mareale. Gli scienziati del Centro ricerche Ames della NASA hanno creato un modello termico su esopianeti bloccati dalla marea nella zona abitabile delle stelle nane rosse. Hanno scoperto che un'atmosfera con anidride carbonica (CO2) alla pressione di solo 1–1,5 atmosfere (15–22 psi) non solo consente temperature abitabili, ma consente acqua liquida sul lato oscuro del pianeta. L'intervallo di temperature che può avere una luna che è bloccata in rotazione sincrona su un gigante gassoso potrebbe essere meno estremo rispetto a quello di un pianeta in rotazione sincrona su una stella. Anche se non sono stati condotti studi sull'argomento, si ipotizza che modeste quantità di CO2 possano rendere la temperatura abitabile. 
Gli effetti delle maree potrebbero anche consentire a una luna di sostenere la tettonica a zolle, il che causerebbe un'attività vulcanica per regolare la temperatura della luna e creare un effetto geodinamo che darebbe al satellite un forte campo magnetico. 

### Inclinazione assiale e clima
A condizione che l'interazione gravitazionale di una luna con altri satelliti possa essere trascurata, le lune tendono a essere in blocco mareale con i loro pianeti. Oltre al blocco rotazionale sopra menzionato, ci sarà anche un processo chiamato erosione dell'inclinazione, che è stato originariamente coniato per l'erosione dovuta alle maree dell'inclinazione dell'asse di rotazione rispetto all'orbita di un pianeta attorno alla sua stella ospite. Lo stato finale di una luna consiste quindi in un periodo di rotazione uguale al suo periodo orbitale attorno al pianeta e un asse di rotazione perpendicolare al piano orbitale. 
Se la massa della luna non è troppo inferiore rispetto al pianeta, può a sua volta stabilizzare l'inclinazione assiale del pianeta, cioè la sua obliquità rispetto all'orbita attorno alla sua stella. Sulla Terra, la Luna ha svolto un ruolo importante nello stabilizzare l'inclinazione assiale della Terra, riducendo così l'impatto delle perturbazioni gravitazionali dagli altri pianeti e garantendo solo moderate variazioni climatiche su tutto il pianeta. Su Marte, tuttavia, un pianeta senza significativi effetti di marea dalle sue lune di massa relativamente piccola Phobos e Deimos, l'inclinazione assiale può subire variazioni estreme da 13° a 40° su scale temporali da 5 a 10 milioni di anni. 
Essere in blocco mareale su un pianeta gigante o una sub-nana bruna consentirebbe climi più moderati su una luna di quanto non avverrebbe se la luna fosse un pianeta di dimensioni simili in orbita in rotazione bloccata nella zona abitabile della sua stella. Ciò è particolarmente vero per i sistemi nane rosse, in cui forze gravitazionali relativamente alte e basse luminosità confinano la zona abitabile in un'area in cui si verificherebbe il blocco mareale. Se in blocco mareale, una rotazione attorno all'asse può richiedere molto tempo rispetto a un pianeta (ad esempio, ignorando la leggera inclinazione assiale della luna terrestre e l'ombra topografica, ogni dato punto su di essa ha due settimane - di tempo terrestre - di sole e due settimane di notte nel suo giorno lunare) ma questi lunghi periodi di luce e oscurità non sono così impegnativi per l'abitabilità come i giorni eterni e le notti eterne su un pianeta in blocco mareale nei pressi della sua stella. 

## Nel sistema solare
Di seguito è riportato un elenco di satelliti e ambienti naturali nel sistema solare con la possibilità di ospitare ambienti abitabili: 
| Nome     | Sistema | Voce             | Note |
| -------- | ------- | ---------------- | --- |
| Europa   | Giove   | Vita su Europa   | Si ritiene abbia un oceano sotterraneo mantenuto da attività geologica, riscaldamento delle maree e irradiazione. La luna può avere più acqua e ossigeno rispetto alla Terra e un'esosfera di ossigeno. |
| Encelado | Saturno | Vita su Encelado | Si ritiene abbia un oceano di acqua liquida sotterraneo a causa del riscaldamento dovuto alle maree o all'attività geotermica. È stato rilevato idrogeno molecolare libero (H2), fornendo un'altra potenziale fonte di energia per la vita. |
| Titano   | Saturno | Vita su Titano   | La sua atmosfera è considerata simile a quella della Terra primitiva, sebbene un po' più spessa. La superficie è caratterizzata da laghi di idrocarburi, criovulcani e pioggia e neve di metano. Come la Terra, Titano è protetto dal vento solare da una magnetosfera, in questo caso il suo pianeta madre per la maggior parte della sua orbita, ma l'interazione con l'atmosfera lunare rimane sufficiente per consentire la creazione di molecole organiche complesse. Ha una remota possibilità di una biochimica esotica basata sul metano. |
| Callisto | Giove   | Vita su Callisto | Si ritiene abbia un oceano sotterraneo riscaldato dalle forze di marea. |
| Ganimede | Giove   | Vita su Ganimede | Si ritiene che possieda un campo magnetico, con ghiaccio e oceani sotterranei accatastati in diversi strati, con acqua salata come secondo strato sopra il nucleo roccioso di ferro. |
| Io       | Giove   |                  | Per la sua vicinanza a Giove, è soggetto a un intenso riscaldamento mareale che lo rende l'oggetto più vulcanicamente attivo nel sistema solare. La perdita di gas genera tracce di atmosfera. |
| Tritone  | Nettuno | Vita su Tritone  | La sua elevata inclinazione orbitale rispetto all'equatore di Nettuno determina un notevole riscaldamento mareale, che suggerisce uno strato di acqua liquida o un oceano sotterraneo. |
| Dione    | Saturno | Vita su Dione    | I dati raccolti nel 2016 suggeriscono un oceano acquatico interno con meno di 100 chilometri di crosta probabilmente adatto alla vita microbica. |
| Caronte  | Plutone |                  | Possibile oceano interno di acqua e ammoniaca, basato sulla sospetta attività crio-vulcanica. |

## Satelliti extrasolari

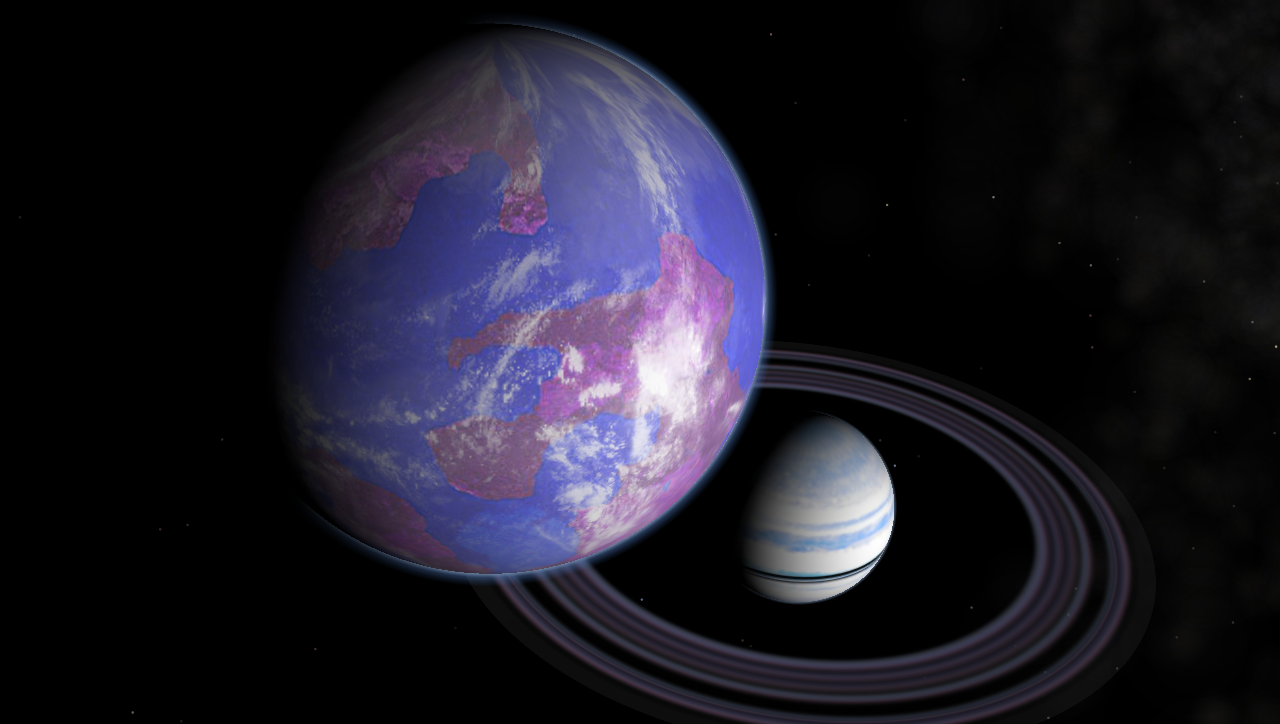
Rappresentazione artistica di un'ipotetica luna attorno a un esopianeta simile a Saturno che potrebbe essere abitabile.

Non sono stati ancora rilevati satelliti naturali extrasolari. Tuttavia, nell'ottobre 2018 il professor Kipping ha annunciato in "Cool Worlds" la scoperta di una potenziale esoluna in orbita attorno a Kepler-1625 b. Grandi pianeti nel sistema solare come Giove e Saturno sono noti per avere grandi lune che presentano alcune delle condizioni necessarie per la vita. Pertanto, alcuni scienziati ipotizzano che grandi pianeti extrasolari (e pianeti doppi) possano avere lune altrettanto grandi potenzialmente abitabili. Una luna con una massa sufficiente può sostenere un'atmosfera come Titano e può anche sostenere acqua liquida sulla superficie. 
Dato il rapporto di massa generale pianeta-satellite/i di 1:10 000, i pianeti gassosi delle dimensioni di Saturno o Giove nella zona abitabile, sono ritenuti i migliori candidati per ospitare lune simili alla Terra; ci sono oltre 120 di tali pianeti noti al 2018. I massicci esopianeti noti per essere situati in una zona abitabile (come Gliese 876 b, 55 Cancri f, Upsilon Andromedae d, 47 Ursae Majoris b, HD 28185 b e HD 37124 c) sono di particolare interesse in quanto potrebbero possedere satelliti naturali con acqua liquida in superficie. 
L'abitabilità delle lune extrasolari dipenderà dall'illuminazione stellare e planetaria sulle lune, nonché dall'effetto delle eclissi sull'illuminazione della superficie mediata dall'orbita. Oltre a ciò, il riscaldamento dovuto alle maree potrebbe svolgere un ruolo per l'abitabilità di una luna. Nel 2012, gli scienziati hanno introdotto un concetto per definire le orbite abitabili delle lune; definiscono un confine interno di una luna abitabile attorno a un determinato pianeta e lo chiamano il confine abitabile circumplanetario. Le lune più vicine al loro pianeta rispetto al confine abitabile sono inabitabili. Quando in questo concetto vengono inclusi gli effetti delle eclissi e i vincoli della stabilità orbitale di un satellite, si stima che - a seconda dell'eccentricità orbitale di una luna - vi sia una massa minima di circa 0,025 masse terrestri affinché le stelle possano ospitare lune abitabili all'interno della zona abitabile delle stelle stesse. L'ambiente magnetico delle esolune, che è innescato in modo critico dal campo magnetico intrinseco del pianeta ospite, è stato identificato come un altro fattore di abitabilità delle esolune. In particolare, si è scoperto che le lune a distanze tra circa 5 e 20 raggi planetari da un pianeta gigante, potrebbero essere abitabili dal punto di vista dell'illuminazione e del riscaldamento dovuto alle maree, ma la magnetosfera planetaria influenzerebbe in modo critico la loro abitabilità.

## Nella cultura di massa
I satelliti naturali che ospitano la vita sono comuni nella fantascienza. Esempi significativi nei film e serie televisive includono: 
- La luna della Terra in Viaggio nella Luna (1903);
- Yavin 4 in Guerre stellari (1977);
- la luna boscosa di Endor ne Il ritorno dello Jedi (1983)[47];
- LV-426 in Alien (1979) e Aliens (1986);
- Pandora in Avatar (2009)[48];
- LV-223 in Prometheus (2012);
- Europa in Europa Report (2013);
- alcuni sono citati in The Expanse, il più notevole dei quali è Ganimede.